# 彬乌伦县
彬乌伦县是缅甸曼德勒省7个县之一，位于该省东北部，县域基本上在伊洛瓦底江以东。其南界是密埃河，东界是掸邦，县域的北端是太公古城，西南部与曼德勒县邻接。县治在缅甸著名避暑胜地花城彬乌伦（眉繆）。

## 鎮區
以下為彬烏倫縣的鎮區：
- 彬烏倫鎮區
- 馬德亞鎮區
- 辛古鎮區
- 德貝金鎮區
- 抹谷鎮區

## 参阅
1. ↑  MYANMAR: Administrative Division. Citypopulation. 2015-11-27
2. 1 2  Map of Mandalay Division 的存檔，存档日期2011-06-15. Myanmars.net
3. ↑  "Myanmar States/Divisions & Townships Overview Map" 的存檔，存档日期2010-12-03. Myanmar Information Management Unit (MIMU)